# Buddy Ebsen
Buddy Ebsen, pseudonimo di Christian Rudolph Ebsen Jr. (Belleville, 2 aprile 1908 – Torrance, 6 luglio 2003), è stato un attore e ballerino statunitense.
Una carriera lunga oltre sessant'anni per questo attore caratterista, interrotta soltanto durante la seconda guerra mondiale e poi ripresa fino agli anni novanta. Tra i suoi lavori sono da ricordare la partecipazione ai film Prima linea (1956) di Robert Aldrich e Colazione da Tiffany (1961) di Blake Edwards, la serie poliziesca Barnaby Jones (1973-1980) e quella comica The Beverly Hillbillies (1962-1971).

## Biografia
All'età di dieci anni, Buddy Ebsen seguì i genitori trasferitisi a Orlando in Florida e imparò a ballare nello studio di danza gestito dal padre. Dopo aver frequentato il college e la facoltà di medicina, le difficoltà finanziarie lo costrinsero a interrompere gli studi e a trasferirsi a New York, dove lavorò nel vaudeville.
Alla metà degli anni trenta si trasferì a Hollywood, dove debuttò nel film Follie di Broadway 1936 (1935) e mise a frutto il proprio talento di danzatore in altri musical prodotti durante il decennio. Nel 1939 gli fu assegnato il ruolo dell'Uomo di Latta nel film Il mago di Oz, ma dovette rinunciarvi perché fu colpito da una reazione allergica al metallo del costume di scena, cedendo il posto al collega Jack Haley.
Dopo aver prestato servizio presso la Guardia Costiera statunitense durante la seconda guerra mondiale, Ebsen tornò al cinema ma fu impiegato prevalentemente in ruoli minori in pellicole western. Originariamente scelto dalla Disney come protagonista del film per la televisione Le avventure di Davy Crockett (1954), dovette cedere il ruolo a Fess Parker su decisione della produzione, tornando a parti più convenzionali.
Ebsen si riscattò più tardi grazie al ruolo di Jed Clampett, l'uomo semplice che diventa milionario nella serie televisiva The Beverly Hillbillies (1962-1971), e soprattutto con il ruolo di protagonista nella serie poliziesca Barnaby Jones, che rinnovò la sua popolarità durante gli anni settanta. In tarda età scrisse alcuni romanzi, uno dei quali basati proprio sul personaggio dell'investigatore Barnaby Jones, e un'autobiografia intitolata The Other Side of Oz (1994).

## Spettacoli teatrali (parziale)
- Ziegfeld Follies of 1934 (Broadway, 4 gennaio 1934)

## Filmografia parziale

### Cinema
- Follie di Broadway 1936 (Broadway Melody of 1936), regia di Roy Del Ruth (1935)
- Capitan Gennaio (Captain January), regia di David Butler (1936)
- Nata per danzare (Born to Dance), regia di Roy del Ruth (1936)
- La canzone del fiume (Banjo on My Knee), regia di John Cromwell (1936)
- Follie di Broadway 1938 (Broadway Melody of 1938), regia di Roy Del Ruth (1937)
- La città dell'oro (The Girl of the Golden West), regia di Robert Z. Leonard (1938)
- Yellow Jack, regia di George B. Seitz (1938)
- My Lucky Star, regia di Roy Del Ruth (1938)
- Four Girls in White, regia di S. Sylvan Simon (1939)
- The Kid from Texas, regia di S. Sylvan Simon (1939)
- They Met in Argentina, regia di Leslie Goodwins e Jack Hively (1941)
- Parachute Battalion, regia di Leslie Goodwins (1941)
- Sing Your Worries Away, regia di A. Edward Sutherland (1942)
- Under Mexicali Stars, regia di George Blair (1950)
- Silver City Bonanza, regia di George Blair (1951)
- Thunder in God's Country, regia di George Blair (1951)
- Rodeo King and the Senorita, regia di Philip Ford (1951)
- Utah Wagon Train, regia di Philip Ford (1951)
- Giarrettiere rosse (Red Garters), regia di George Marshall (1954)
- Gente di notte (Night People), regia di Nunnally Johnson (1954)
- Prima linea (Attack), regia di Robert Aldrich (1956)
- I diavoli del Pacifico (Between Heaven and Hell), regia di Richard Fleischer (1956)
- Colazione da Tiffany (Breakfast at Tiffany's), regia di Blake Edwards (1961)
- La pelle che scotta (The Interns), regia di David Swift (1962)
- Ad ovest del Montana (Mail Order Bride), regia di Burt Kennedy (1964)
- The One and Only, Genuine Original Family Band, regia di Michael O'Herlihy (1968)

### Televisione
- The Eddie Cantor Comedy Theater – serie TV, episodio 1x06 (1955)
- Screen Directors Playhouse – serie TV, episodio 1x28 (1956)
- Climax! – serie TV, episodi 3x12-4x04 (1957)
- Westinghouse Desilu Playhouse – serie TV, episodio 2x08 (1959)
- Maverick – serie TV, 3 episodi (1959-1961)
- Lock-Up – serie TV, episodio 1x28 (1960)
- General Electric Theater – serie TV, episodio 9x07 (1960)
- Gli uomini della prateria (Rawhide) – serie TV, episodi 2x22-4x21 (1960-1962)
- Gunslinger – serie TV, episodio 1x08 (1961)
- Indirizzo permanente (77 Sunset Strip) – serie TV, episodio 3x27 (1961)
- Ai confini della realtà (The Twilight Zone) – serie TV, episodio 2x21 (1961)
- Have Gun - Will Travel – serie TV, 2 episodi (1961)
- Avventure in paradiso (Adventures in Paradise) – serie TV, episodio 3x10 (1961)
- Bus Stop – serie TV, episodi 1x07-1x09 (1961)
- The Best of the Post – serie TV, episodio 1x14 (1961)
- Scacco matto (Checkmate) – serie TV, episodio 2x34 (1962)
- The Beverly Hillbillies – serie TV, 274 episodi (1962-1971)
- Vacation Playhouse – serie TV, episodio 2x08 (1964)
- Bonanza – serie TV, episodio 13x17 (1972)
- Orrore a 12000 metri, regia di David Lowell Rich – film TV (1973)
- Barnaby Jones – serie TV, 178 episodi (1973-1980)
- Matt Houston – serie TV, 22 episodi (1984-1985)

## Doppiatori italiani
- Augusto Marcacci in Le avventure di Davy Crockett, Davy Crockett e i pirati
- Gualtiero De Angelis in Gente di notte
- Bruno Persa in Prima linea
- Carlo Romano in Colazione da Tiffany e Guerra indiana
- Mario Pisu in Ad ovest del Montana
- Renato Turi in Ai confini della realtà
- Riccardo Garrone in The Beverly Hillbillies
- Gino Donato in Barnaby Jones